# Prototype (videojuego)
Prototype (estilizado como [PROTOTYPE]) es un videojuego de acción-aventura de mundo abierto desarrollado por Radical Entertainment y publicado por Activision. Fue lanzado en junio de 2009 para PlayStation 3, Xbox 360 y Microsoft Windows. En julio de 2015, el juego fue relanzado junto con su secuela como el Prototype Biohazard Bundle para PlayStation 4 y Xbox One. Las versiones separadas de los dos juegos estuvieron disponibles en agosto de 2015. En Prototype, los jugadores controlan a un amnesia metamorfosis llamado Alex Mercer mientras intenta detener un brote de un virus llamado Blacklight en Manhattan, Alex también intenta descubrir su misterioso pasado mientras entra en conflicto tanto con el ejército de los Estados Unidos como con una fuerza de operación negra llamada Blackwatch. Fuera de la historia principal, los jugadores pueden explorar libremente el mundo abierto del juego y participar en varias actividades secundarias diferentes.
El juego fue bien recibido por los críticos después de su lanzamiento, ganando elogios por su originalidad, narración y jugabilidad atractiva, mientras que fue criticado por su esquema de control y su paisaje. Varios críticos lo compararon y contrastaron con Infamous, un juego lanzado aproximadamente un mes antes que tenía muchos elementos similares a Prototype. También fue un éxito comercial, vendiendo 2,1 millones de copias en marzo de 2012. Un vínculo libro de cómic miniseries, que sirve como precuela de los eventos del juego, fue publicado por DC Comics. Una secuela, Prototipo 2, se lanzó en abril de 2012.

## Modo de Juego
El principal super-poder de Alex es su capacidad para cambiar de forma, cambiando su cuerpo en el de cualquier persona. De la mano con este poder esta su habilidad para "consumir" a los demás, absorbiéndolos por completo. Este proceso permite a Alex recuperar salud rápidamente al absorber la biomasa de sus enemigos. Esto también le permite tomar la forma de los enemigos humanos que absorbe, permitiendo así que el jugador se mueva entre los enemigo como uno de ellos. El disfraz solo durará mientras Alex permanezca discreto. Alex tiene una fuerza física increíble y matará a la mayoría de los humanos de un solo golpe. Puede realizar varios ataques cuerpo a cuerpo sin cambiar de forma, así como realizar más movimientos gimnásticos como combos aéreos, deslizándose por el suelo utilizando el cuerpo de cualquier enemigo humanoide y un ataque de bala de cañón de alta velocidad.
Alex también puede transformar partes de su cuerpo en una selección de implementos marciales adquiridos en el transcurso del juego, ya sea como actualizaciones compradas o como recompensa. Los poderes ofensivos incluyen el brazo de espada grande, garras afiladas (que también pueden hacer erupción grandes picos desde el suelo), el látigo de masa, Los músculos de masa que aumenta su fuerza, y los martillos lentos pero poderosos. Las opciones defensivas consisten en un gran escudo en el brazo izquierdo de Alex para bloquear los ataques balísticos, este necesita regenerarse después de un daño excesivo, y una armadura de cuerpo completo que intercambia agilidad y velocidad por la dureza en el combate cuerpo a cuerpo; ambos le permitirán a Alex atravesar la mayoría de los obstáculos cuando esté activo. Los modos de visión incluyen térmicavisión, que permite a Alex ver a los enemigos a través del humo y otros obstáculos a expensas de un rango de visión disminuido, y visión infectada, que destaca a los infectados con el virus BLACKLIGHT así como a las unidades militares. Ambos modos de visión amortiguan todos los otros sentidos de Alex, como el oído, para concentrarse en su vista. Solo un poder defensivo y uno ofensivo puede estar activo a la vez, y usar cualquiera de ellos le negará el disfraz actual a Alex. Además de sus propias habilidades, Alex puede tomar las armas de los enemigos derrotados o absorbidos. Estos incluyen rifles automáticos, ametralladoras, lanzagranadas y lanzadores de misiles. También puede tomar el control de vehículos militares, como tanques y helicópteros.
Los ataques más poderosos de Alex son los Devastadores, que requieren que Alex esté en Masa Crítica, ya sea en un estado de casi muerte o todo lo contrario, con un exceso de biomasa almacenada y una mayor salud. Estos incluyen Tendril Barrage, que dispara Empaladores zarcillos de su cuerpo en todas las direcciones, Groundspike Graveyard, que hace una erupción de enormes picos desde el suelo alrededor de Alex, y el Critical Pain, que dispara un solo haz de biomasa endurecida de sus manos para severamente dañar a un solo objetivo.
Para moverse por la ciudad, Alex usa sus habilidades físicas incrementadas. Al correr, saltará automáticamente sobre automóviles, barreras y otros obstáculos sin perder impulso. Alex también escalará cualquier pared con la que entre en contacto y simplemente dejará de lado a cualquier humanoide que se interponga en su camino sin detenerse. Puede saltar grandes alturas y distancias, lo suficiente como para despejar edificios de cinco pisos, y puede correr a una velocidad extrema indefinidamente. Las caídas no causan daños al jugador incluso desde las alturas más altas. Incluso pequeños saltos son suficientes para que Alex meldee el suelo debajo de él, y caídas desde alturas suficientes crearán ondas de choque en el punto de impacto que matarán a la mayoría de los seres humanos cercanos y enviarán objetos del tamaño de vehículos volando. La caída de la altura también es un factor en varios de los ataques cuerpo a cuerpo de Alex.
Los enemigos en el juego son los infectados: los infectados con el virus BLACKLIGHT y los militares. Los infectados consisten en civiles comunes infectados con el virus que generalmente no son una amenaza para Alex. Sin embargo, los Cazadores, son enormes criaturas creadas a partir de torres de agua infectadas, son uno de los principales enemigos en el juego. Los cazadores evolucionados conocidos como Líderes son una de las criaturas más poderosas del juego y son increíblemente difíciles de matar para Alex. Los militares consisten en soldados ordinarios que generalmente no son una amenaza para Alex, aunque son capaces de operar armamento que es extremadamente peligroso para Alex, como tanques y helicópteros fuertemente armados. Los militares también constan de la BLACKWATCH, una agencia dedicada a combatir la guerra biológica y nuclear. BLACKWATCH es una de las partes intrincadas del juego en su historia y crear algunas de las armas biológicas más mortíferas para combatir a Alex, incluidos los detectores virales capaces de detectar a Alex incluso disfrazado, y, más tarde, introducir el mortal veneno Bloodtox, capaz de matar lentamente a Alex y los infectados. Más adelante en el juego se presentan soldados fuertemente armados y duraderos llamados Super Soldados, capaces de luchar contra Alex y algunos de los Infectados más fuertes.
Para obtener mejoras más avanzadas, Alex es capaz de infiltrarse en bases militares usando un disfraz y consumir sigilosamente a varios funcionarios dentro de la base. También puede activar una alerta dentro de la base, en la que la única forma de escapar es asesinar a cualquiera que esté en la base. Alex también puede obtener actualizaciones de Infección mediante la recopilación de datos genéticos. Las colmenas infectadas, como las bases militares, se encuentran en toda la ciudad y producen datos genéticos constantemente. Alex puede destruir las colmenas infectadas o simplemente absorber los datos en el exterior a medida que se produce. Al comienzo del juego, solo pequeñas facciones de Infectados y Militares están presentes en la ciudad. Sin embargo, a medida que avanza el juego, los militares y los infectados comienzan a expandirse. El territorio en la ciudad se compone de tres zonas distintas. Las zonas azules están en control militar y están relativamente limpias de la infección. Las zonas rojas prosperan con la infección, aunque todavía queda una fuerte presencia militar. En algunas áreas de la ciudad, una Zona Azul y una Zona Roja podrían converger, creando una nueva y distinta Zona Púrpura. En estas Zonas, los Militares y los Infectados están en una batalla constante por el control. La forma en que el jugador decide actuar en estas zonas determina qué facción se apoderará del territorio.
El juego tiene lugar en una versión de tamaño mediano de Manhattan con todos sus monumentos famosos, incluyendo el Empire State Building, el Chrysler Building, el Trump Building, el One Chase Manhattan Plaza, el Conde Nast Building, el Metlife Building, el One New York Plaza, y el New York Life Building, entre otros.

### Características especiales
Prototype ofrece al jugador la posibilidad de disfrutar de una serie de características especiales que lo convierten en un videojuego único en su género como son:
- Consumir a cualquier ser vivo con quien entres en contacto mientras te desplazas por el escenario de Manhattan y copiar su apariencia.
- Un conjunto de armas letales tales como garras afiladas o una gran espada, y elementos defensivos como blindaje y un escudo; que se irán adquiriendo a medida que se progresa en el juego o se desbloquean con "PE" (Puntos de Evolución).
- Unos movimientos y una agilidad sin precedentes, inspirados en el deporte de origen francés, el parkour.
- Disfrutar de la táctica "engaña y destruye" que te permite infiltrarte en las líneas enemigas de manera que tu ataque sea mucho más devastador, un ejemplo de ello es la posibilidad de adentrarte en las bases militares disfrazado de comandante con el fin de consumir militares y sus habilidades.
- Convertir la ciudad de Manhattan en tu propio campo de batalla, sembrando la destrucción allí por donde pases.

## Argumento
El juego sigue a Alex J. Mercer (interpretado por Barry Pepper) que despierta en la morgue de Gentek, una compañía de ingeniería genética ubicada en Manhattan, la cual envía un par de científicos que estaban a punto de realizar una autopsia a Alex. Alex despierta asustando a estos quienes salen despavoridos, detrás de ellos Alex intenta escapar mientras observa escondido que los científicos están siendo abatidos por agentes militares. Alex es descubierto y lo atacan. Sobrevive a los disparos en el pecho y salta sobre una pared de seguridad. Pronto descubre que ahora posee poderosas capacidades como cambio de forma, fuerza sobrehumana, velocidad, agilidad, durabilidad, resistencia, armamento y la capacidad de «consumir» personas para ganar sus recuerdos, habilidades y apariencia. Sin recuerdos de su vida anterior, Alex decide buscar y consumir aquellos relacionados con la conspiración con el fin de descubrir la verdad. Durante su búsqueda, Alex enfrenta a dos facciones: el Cuerpo de Marines estadounidense y Blackwatch, una unidad de Fuerzas Especiales de Fort Detrick dedicada a la lucha contra la guerra biológica; y los infectados, monstruos creados por un virus conocido como Blacklight que se anuden Manhattan. El capitán Robert Cross (interpretado por Jeffrey Pierce), un destacado oficial de Blackwatch, recibe órdenes para encontrar y contener a Alex.
Alex hace contacto con su hermana, Dana (la voz de Lake Bell), que lo ayuda en el seguimiento de objetivos, llevándolo a la infiltración de la sede de Gentek. Se encuentra con una joven llamada a Elizabeth Greene contenidas en el edificio. Greene es un contenedor para el virus Blacklight y al escapar lo desata en Manhattan. Dana dirige a Alex a Karen Parker, su exnovia. Ella se compromete a ayudarle para detener el virus, pero lo lleva a una trampa donde es confrontado por Cross. Durante su batalla, Cross inyecta a Alex un parásito que amenaza con matarlo. Alex busca la ayuda del Dr. Ragland, un patólogo relacionado Gentek. Ragland ayuda a Alex a eliminar el parásito y convertirlo en un arma contra Greene. Sin embargo, utilizado en Greene sólo sirve para crear un ser monstruoso, el Cazador Supremo, que Alex mata.
Los orígenes del virus y Elizabeth Greene son descubiertos a través de un contacto: en 1964, el gobierno estadounidense probó un predecesor del virus Blacklight en la ciudad de Hope, Idaho, diseñado para atacar grupos étnicos específicos. Para 1968, el virus mutó en algo mucho más mortal, y toda la población estaba infectada. Elizabeth Greene, residente del pueblo desde 1967, fue la única sobreviviente; una anomalía dentro de la biología de su cuerpo aceptó el virus, reescribió su código genético junto con el de su hijo nonato, llamado por el nombre en clave: PARIAH. Entre el 5 y el 7 de julio de 1969, lo que quedó de la población de Hope, Idaho fue exterminado por Blackwatch, en una acción militar denominada como “Operación Altruistic”. La supresión militar de la amenaza biológica concluyó con la exitosa extracción de Greene y de su hijo, quienes a partir de entonces serían considerados como activos militares, y mantenidos en cautiverio para continuar con la investigación.
Alex descubre su propio pasado: Blackwatch cerró el proyecto de Gentek debido a fugas de información y ordenó eliminar a todos los involucrados. Mercer robó un vial del virus Blacklight como «seguro». Finalmente, estando acorralado por Blackwatch en Penn Station, decide matar a tantos como él puede, liberando el virus antes de ser asesinado. El virus entró en el cuerpo de Mercer a través de los agujeros de bala y se readaptó a sí mismo a nivel celular.
El contacto advierte a Alex de un nuevo agente biológico "Bloodtox", el cual es enviado al subterráneo para conducir el virus sobre el suelo donde puede combatirse directamente, causando a Greene emerger, quien es una monstruosidad imponente. Greene cae del monstruo en forma humana, una vez que ella es derrotada y es consumida por Alex. A través de sus recuerdos, se hace evidente que Peter Randall, teniente general de Blackwatch, está dispuesto a destruir Manhattan con un arma nuclear. El contacto se reveló a sí mismo como el propio Cross, y Alex se infiltra en el USS Ronald Reagan para detenerlo. Una vez que Alex consume Randall, Cross revela a un cazador supremo, quien asumió la identidad de Cross y atacó a Alex. Alex Derrota al Cazador Supremo y mueve el arma hacia fuera en el Océano Atlántico, donde detona y lo atrapa en la explosión. Sus restos flotan hacia la ciudad y regeneran después de consumir un cuervo.
Durante los créditos, se revela que el público considera que los militares han sido quienes detuvieron la infección; se escucha a un senador de Estados Unidos decir a los medios de comunicación que los eventos en Manhattan fueron un caso de terrorismo nuclear y biológico y promesas de castigo a los responsables, Alex dice a sí mismo 'para ser algo menos que humanos, pero también algo más'. Después de los créditos, Manhattan se muestra a estar recuperando lentamente, el virus se ha erradicado casi por completo. Alex, permanece en la parte superior del edificio de Reuters en Times Square, comenta que su trabajo está casi hecho. Emprende una búsqueda para alcanzar su máximo potencial y finalmente termina esta tarea. De ahí en adelante, Alex deambula por la ciudad, se ven infectados y fuerzas militares según sea necesario.

## Personajes

### Alex Mercer
Piel: Blanca
Altura: 1.78 m
Peso: 73 kg
edad: 30
Ojos: Azules
Profesión: Ingeniero genético
Rasgos de personalidad: Frío, calculador, carismático, super inteligente, psicótico, protector con los que aprecia
Detalles: El causante de la liberación del Virus y posterior esparción que conlleva a New York al desastre, Super humano con distintas habilidades metamorfosicas mortales, aunque muchos afirman que Mercer es el mismísimo virus que tomo su forma  después de que este muriera acribillado por agentes de Gentek

### Dana Mercer
Altura: 1,62 m (5′ 4″).
Peso: 46.2 kg (102 lb).
Edad: 29.
Ojos: azules.
Pelo: castaño.
Profesión: estudiante de periodismo.
Rasgos de Personalidad: brusca, sorprendente, directa, valiente.
Detalles: hermana de Alex Mercer.

### Karen Parker
Altura: 1,73 m (5′ 8″).
Peso: 50.8 kg (112 lb).
Edad: 27.
Ojos: verdes.
Pelo: rubio.
Profesión: científica de GENTEK.
Rasgos de personalidad: difícil de predecir, inteligente, dispuesta a asumir riesgos, demasiado avispada para su propio bien.
Detalles: expareja de Alex Mercer.

### Dr.Raymond McMullen
Altura: 1,77 m (5′ 10″).
Peso: 50 kg (110 lb).
Edad: 49.
Ojos: azules.
Pelo: canoso.
Profesión: director de GENTEK.
Rasgos de personalidad: Visionario, Brillante, Egoísta(le interesa solo su bienestar), Ambicioso, capaz de descubrir toda evidencia en su contra a cualquier precio, consciente de su importancia.

### Elizabeth Greene
Altura: 1,74 m (5′ 9″).
Peso: 47 kg (103 lb).
Edad: 98
Ojos: color café.
Pelo: pelirrojo.
Profesión: madre con un hijo (PARIAH).
Rasgos de Personalidad: ruda, poco brillante, inconsciente, violenta.
Ocupación: destruir a Alex Mercer por medio de los cazadores, dirigir al virus y expandirlo con el fin de infectar a la población total del planeta
Detalles: tanto Elizabeth Greene como Alex Mercer están infectados por un virus que afecta su genética, por lo que ninguno de los dos envejece.

### Capitán Cross
Altura: 1,87
Peso: 90 kg (198 lb).
Pelo: negro.
Ojos: negros.
Edad: 50 años.
Ocupación: capitán de la BLACKWATCH, es el encargado de administrarle el antídoto a Alex Mercer
Aspecto: uniforme negro al estilo SWAT. No utiliza casco.
Armamento: vara eléctrica, rapel y lanzagranadas.
Personalidad: inteligente, cobarde (cuando ve que tiene las de perder llama a su pelotón).

## Enemigos

### Cazador Líder
Altura: 2,10 m (6′ 11″).
Peso: 250 kg (550 lb).
Edad: indefinida.
Ojos: negros.
Piel: rosada.
Profesión: dirigir a los cazadores y proteger a Elizabeth Greene.

### Cazador
Altura: 1,95 m (6′ 5″) (de pie), 1,87 m (6′ 2″) a cuatro patas.
Peso: 150 kg (330 lb).
Edad: indefinida.
Ojos: negros.
Piel: morada y rosa.
Profesión: matar a Alex Mercer, Proteger las colmenas de infectados,a sus líderes y a Elizabeth Greene.

### Cazador Supremo
Altura: 5,20 m (17′ 1″).
Peso: 370 kg (814 lb).
Edad: 94
Ojos: negros.
Piel: roja, rosada y amarilla.
Profesión: cazar y destruir a Alex Mercer a cualquier costo.
Detalles: esta criatura realmente poderosa, resultó de una mezcla entre la Inyección de Cross y el virus, luego de que Alex le diera la Inyección a Greene

### Cazador híbrido supremo
Altura: 5,40 m (17′ 9″).
Peso: 400.7 kg (882 lb).
Edad: indefinido.
Ojos: negros.
Piel: roja, rosada y amarilla.
Profesión: obtener el control total sobre el virus, destruyendo a Greene y Mercer
Detalles: Variante evolucionado y desarrollado del Supremo con capacidades de consumo y ataques devastadores, esta bestia aparentemente imparable, busca eliminar a Greene, destruir a Alex Mercer y apoderarse del virus, tomando el lugar de Greene.
Es capaz de volver a la vida mediante el consumo de criaturas vivas gracias a tendones creados en su cuerpo en el inmediato momento de su muerte

### Infectados
Altura: la de un humano.
Peso: puede variar.
Edad: indefinida.
Piel: puede variar.
Profesión : teóricamente es matar a todo ser vivo, son humanos que tienen el virus. Son enemigos fáciles que mueren al primer golpe y son lentos, el problema es que van en grupo.
Detalles: su comportamiento y su aspecto recuerda bastante al de los zombis.

### Infectados evolucionados
Altura: Depende.
Peso: Puede variar.
Edad: Indefinida.
Piel: Puede variar.
Profesión: Similar a la de los infectados pero con una diferencia: aparecen normalmente en misiones o eventos ya sea ayudando a los cazadores o evitando que completes tu objetivo. A diferencia de los infectados a estos necesitas darle 3 o 4 golpes para eliminarlos, son rápidos y capaces de trepar los edificios.(cazadores)

### Marines
Altura: La de un humano.
Peso: entre 70 kg (154 lb) y 100 kg (220 lb)
Edad: posiblemente pueden tener de 30 a 45 años
Piel: blanca.
Profesión: es un marine del ejército de los EE. UU. su misión es evitar la propagación del virus a cualquier precio, defender zonas militares y civiles.
Aspecto: casco y uniforme verde de combate, solo se le ven los ojos ya que su cara está tapada.
Armamento: fusil de asalto M16 / Lanzamisiles FGM-148 Javelin

### Comandante de los marines
Altura: la de un humano.
Peso: entre 70 kg (154 lb) y 100 kg (220 lb)
Edad: entre 40 a 45 años
Piel: blanca
Profesión: mandar a los marines, se encuentran en las bases militares y es tu único pase si quieres entrar dentro de la base.
Aspecto: son los típicos oficiales con gorra y gafas de sol llevan el uniforme militar.
armamento: fusil de asalto M16

### Supersoldados
Altura: 2,00 m (6′ 7″).
Peso:entre 280 kg (616 lb) y 150 kg (330 lb) (llevan armadura)
edad: indefinida
profesión: diseñados específicamente para luchar contra infectados evolucionados (especialmente cazadores), aparecen en misiones y eventos, le gusta atacar en grupo, son difíciles de matar pero no tanto como a un líder, si bien podía igualar o superar al cazador pero eso depende de cada jugador, pues a uno se le puede dar mejor matar cazadores y a otros supersoldados.
aspecto: llevan una armadura blanca y pesada, su blindaje es pesado así que no se pueden sujetar también pueden cubrir de los golpes cuerpo a cuerpo durante un breve periodo de tiempo durante el cual son posibles de sujetar. No utilizan ningún tipo de arma de fuego.

### Soldados de la BLACKWATCH
Altura: La de un humano.
Peso: entre 70 kg (154 lb) y 100 kg (220 lb)
Edad: entre 30 a 45 años.
Profesión: evitar la propagación del virus a cualquier precio, matar a Alex Mercer, evitar que nadie salga de Nueva York o Línea Roja, como el proyecto de las investigaciones del virus era secreto eliminar a todos los testigos o a los que han visto demasiado incluido a los propios civiles supervivientes, eliminarlos para que lo sucedido no salga a la luz pública.
Aspecto: los miembros comunes y corrientes de la Blackwatch, Están equipados con uniformes negros de campaña, chalecos tácticos , las abrazaderas de combate, gafas de visión nocturna y máscaras de gas, junto con los cascos y las armas en función de su especialidad.
Armamento: fusil de asalto M4A1 / Ametralladora SAW M249 / Lanzamisiles FGM-148 Javelin / Lanzagranadas Milkor MGL MK.1

### Comandantes de la BLACKWATCH
Altura: la de un humano.
Peso: entre 70 kg (154 lb) y 100 kg (220 lb)
Edad: entre 40 a 75 años
profesión: dan las órdenes a los soldados de la BLACKWATCH, se encuentran en el interior de las bases, son cruciales para mejorar la habilidad Artillería. Y al mejorar la habilidad de artillería puedes usar la artillería para atacar a tus enemigos
Aspecto: uniformes de batalla blanco y gafas de tri-lente,
Armamento: fusil de asalto M4A1.

## Recepción
El juego recibió "críticas generalmente favorables" en todas las plataformas según el sitio web de reseñas Metacritic. Prototype fue lanzado en Steam, así como en tiendas minoristas y encabezó las ventas de Steam en la semana de su lanzamiento. La versión de Xbox 360 de Prototype fue el juego más vendido de junio del año 2009 en América del Norte, con más de 419,900 unidades vendidas. Esto hizo que el juego fuera un lanzamiento de platino. A partir de marzo del año 2012, el juego vendió más de 2,1 millones de copias en todo el mundo.
GameSpot elogió el juego por su "trama y protagonista intrigante" y el "arsenal masivo de movimientos y habilidades", pero lo criticó por sus "controles ocasionalmente sueltos" y un "paisaje aburrido". The Escapist dijo que la versión de Xbox 360 era una "aventura de verano" perfecta, elogiando los sistemas de combate y movimiento, así como la mecánica única en Web of Intrigue. The A.V. Club dio a la misma versión de consola una clasificación "A", llamando al estilo de movimiento "estimulante" y diciendo que era una "fantasía de superhéroe madura y de ciencia ficción que de alguna manera hace que los jugadores se sientan simultáneamente poderosos y vulnerables". 411 Mania le dio un puntaje de ocho de diez y lo llamó "un tipo de juego completamente diferente que atraerá y complacerá a la mayoría de los jugadores". The Daily Telegraph le dio un puntaje similar con ocho de diez y dijo que "ofrece una experiencia llena de acción que pocos juegos pueden igualar, y la variedad de ataques ofrecidos casi no tiene paralelo tanto en su variedad como en su fácil accesibilidad. El valor puro de entretenimiento que aumenta la adrenalina del producto final es suficiente para hacer que la mayoría de los juegos visuales y juegos desaparezcan lo suficiente en el fondo como para erradicarlos como preocupaciones en todos, excepto entre los jugadores más esnobs". Edge también le dio una puntuación de ocho de diez, diciendo que el juego "hace lo que hace, y lo hace con distinción".
Prototype fue puesto en libertad dos semanas después de que Sucker Punch Productions lanzara Infamous, un juego con muchos conceptos similares, incluyendo un personaje con superpoderes, y un gran entorno de mundo abierto que se puede recorrer subiendo por edificios y deslizándose sobre la ciudad. Esto llevó a muchos críticos de juegos a comparar y contrastar los juegos. En su revisión de Prototype Zero Punctuation, Ben "Yahtzee" Croshaw comparó los dos juego punto por punto, y determinó que no podía decir cuál era el mejor juego: prototype ganando en el modo de juego de mundo abierto y combate, mientras que infamous ganó en misiones de historia y secundarias. Para decidir cuál era mejor, dijo en broma que otorgaría el mejor juego al equipo, que creó la mejor imagen del otro personaje principal con "sujetador de mujer". Para su sorpresa, ambos equipos de desarrollo se enfrentaron al desafío, produciendo dichas imágenes, y forzando a Croshaw a llamarlo casi empate, superando a Infamous, aunque aún notó que, al igual que sus juegos, ambas imágenes creadas independientemente estaban casi igual en los temas que incluyeron.

## Secuela
Prototype 2 fue lanzado el 24 de abril de 2012 para la PlayStation 3 y Xbox 360, y el 24 de julio de 2012 en América del Norte y el 30 de julio de 2012 en Europa para Windows. El prototype 2 tiene lugar tres años después de los acontecimientos del primer juego y lo protagoniza un nuevo protagonista, el sargento del Cuerpo de Marines de los Estados Unidos James Heller. Alex Mercer, por otro lado, se convierte en el principal antagonista de la franquicia.